# Thecla pulchritudo
Thecla pulchritudo är en fjärilsart som beskrevs av Druce 1907. Thecla pulchritudo ingår i släktet Thecla och familjen juvelvingar. Inga underarter finns listade i Catalogue of Life.